# Aprópikkelyes pókhálósgomba
Az aprópikkelyes pókhálósgomba (Cortinarius cotoneus) a pókhálósgombafélék családjába tartozó, Európában és Észak-Amerika nyugati részén honos, nem ehető gombafaj.

## Megjelenése
Az aprópikkelyes pókhálósgomba kalapja 5–12 cm átmérőjű, alakja kezdetben félgömbös, majd ellaposodik, közepén púppal. A pereme sokáig behajló. Felülete szálas-nemezes, nem higrofán (átnedvesedve nem sötétebb). Színe olajzöldes-olajsárgás vagy olajbarnás. Húsa vastag, olajsárga, a tönk tövében inkább barnás. Íze fanyar, szaga retekszerű.
Lemezei sűrűn állnak, a tönkhöz foggal illeszkednek. Színük olajzöldes, az élük sárgás. A fiatal gomba lemezeit pókhálószerű, sárgás burok védi. Spórapora rozsdabarna. Spórái nagyjából gömb alakúak, rücskösek, 7,5-9,5 x 6,5-8 mikrométeresek.
Tönkje 5–10 cm magas és 1–2 cm vastag, a tövénél gumós, idősen belül üregessé válik. Színe sárgás-olajzöldes, olajbarna burokzónával.

### Hasonló fajok
Hasonlít hozzá a szinten nem ehető olajbarna pókhálósgomba és az olajzöldes pókhálósgomba.  

## Elterjedése és termőhelye
Európában és Észak-Amerika nyugati részén honos. Magyarországon ritka. Meszes talajú lomberdőkben, elsősorban bükk, tölgyek, gyertyán és hársak alatt található. Nyár végén, ősszel terem.
Nem ehető, rokonai között mérgező fajok is akadnak.  

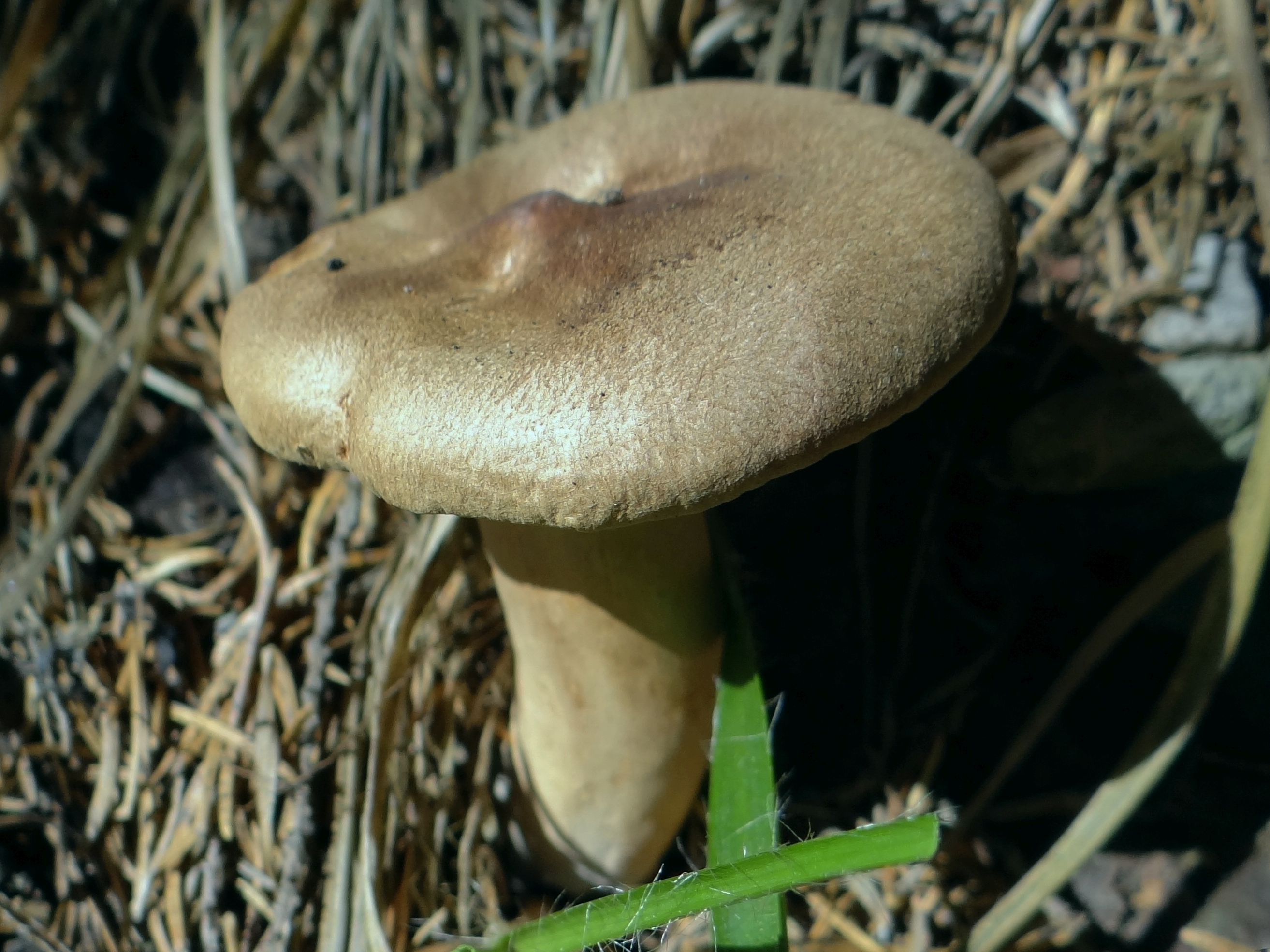
Aprópikkelyes pókhálósgomba
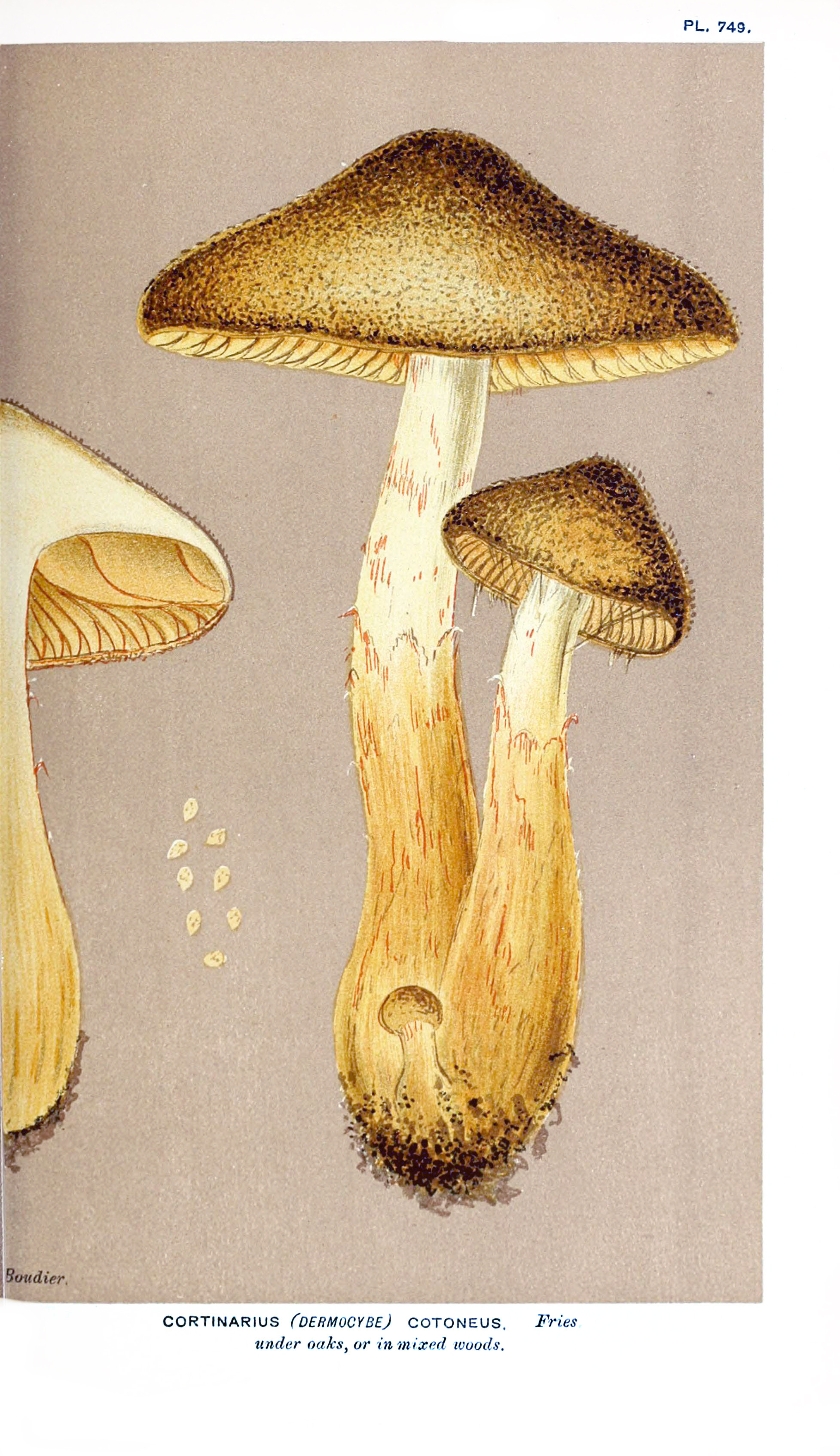
Ábrázolása egy 1888-as angol gombászkönyvben